# Sandokan truncatus
Espèce
Synonymes
- Oncopus truncatus Thorell, 1891
- Oncopus acanthochelis Roewer, 1915

Sandokan truncatus est une espèce d'opilions laniatores de la famille des Sandokanidae.

## Distribution
Cette espèce se rencontre à Singapour et en Malaisie au Johor.

## Description
Le juvénile holotype mesure 6,5 mm.
Les mâles mesurent de 8,71 à 10,74 mm et les femelles de 7,42 à 9,11 mm.

## Systématique et taxinomie
Cette espèce a été décrite sous le protonyme Oncopus truncatus par Thorell en 1891. Le nom Oncopus Thorell, 1876 étant préoccupé par Oncopus Herrich-Schaeffer, 1855, il est remplacé par Sandokan par Özdikmen et Kury en 2007.
Oncopus acanthochelis a été placée en synonymie par Schwendinger et Martens en 2004.

## Publication originale
- Thorell, 1891 : « Opilioni nuovi o poco conosciuti dell'Arcipelago Malese. » Annali del Museo Civico di Storia Naturale di Genova, vol. 30, p. 669-770 (texte intégral).